# Andrei Mudrea
 Andrei Mudrea (29 de abril de 1954–15 de enero de 2022)fue un pintor y artista plástico moldavo. Fue uno de los discípulos de Mihai Grecu. Fue creador de pinturas, obras gráficas, esculturas y objetos artísticos. Fue fundador y miembro del The Group of Ten. La obra de Mudrea ocupa una posición destacada entre las producciones del arte contemporáneo y vanguardista moldavo. También fue presidente y miembro de diversos jurados de concursos en el ámbito de las bellas artes realizados en Chisináu.
Las obras de Mudrea, creadas a lo largo de cuatro décadas, registran una evolución que marca varias etapas de ascenso.Transmiten un mensaje propio de profundo carácter filosófico, que corresponde a aspiraciones artísticas y está relacionado a los cambios ocurridos en el entorno cultural nacional.
Mudrea es considerado uno de los pintores más importantes de Besarabia. Los mensajes del artista están llenos de un drama alarmante, que suele estar cifrado y oculto en metáforas, ya sea paisajes, en las famosas casas Mudri o en pinturas hechas de manera posmoderna.

## Biografía
De 1969 a 1973, Mudrea estudió en la Escuela de Bellas Artes «Iliá. Repin», actualmente Colegio Republicano de Bellas Artes«Alexandru Plămădeală», en Chisináu, República Socialista Soviética de Moldavia. A partir de 1975, trabajó y estudió pintura en el taller de Mihai Grecu. De 1975 a 1985, fue profesor en la Escuela de Bellas Artes para niños de la ciudad de Orhei. En 1978 debutó con las pinturas Mother y The Parents’ House (técnica mixta, pinturas blanco sobre blanco), y desde 1978 hasta su fallecimiento participó en todas las exposiciones organizadas por la Unión de Artistas Plásticos de la República de Moldavia.
Las obras de Mudrea publicadas entre 1975 y 1985 muestran la influencia de Mihai Grecu. La pintura de esos años da testimonio de la existencia de varios puntos relacionados con el uso progresivo de tintes, así como con la obtención de efectos de claros y oscuros, textura y volumen. Las obras publicadas entre 1985 y 1995 revelan una nueva etapa en la creación del artista, distinta a la de su maestro.
Más tarde, en 1989, se convirtió en miembro de la Unión de Artistas de Moldavia. En 1990, participó en el desarrollo del Escudo de Armas Estatal de la República de Moldavia y es el autor y promotor de la "Estrella de los Ocho Rayos". Entre 1991 y 1994, fue miembro del Comité Directivo de la Unión de Artistas de la República de Moldavia. En 1992, se convirtió en Director del Centro de Exposiciones «Constantin Brâncuși» de la Unión de Artistas de la República de Moldavia. En 1996, se convirtió en Miembro de la Asociación Internacional de Arte (IAA) de la UNESCO. Entre 1997 y 2003 volvió a ser miembro del Comité Directivo de la Unión de Artistas de la República de Moldavia. Desde 1985 desarrolló su labor creativa como artista independiente. En 2001, se le concedió el título honorífico de "Maestro Honorario de las Artes". Falleció el 16 de enero de 2022, a la edad de 67 años.

## Exposiciones

### Exposiciones personales
En 1983, Andrei Mudrea realizó su primera exposición personal en Chisináu (Moldavia). En 1988, presentó su primera exposición personal en Moscú (Rusia). En 1989, inauguró una nueva exposición personal en Chisináu y, en 1990, llevó su primera muestra individual en París (Francia). En 1994, realizó otra exposición personal en Chisináu, tras lo cual, en 1995, llevó a cabo dos exposiciones personales en Francia, una en París y otra en Saint-Malo. 
En 1999, se hizo popular con su muestra personal And God Created the Woman…, organizada en el Museo Nacional de Bellas Artes de Chisináu. En 2000, también realizó la exposición Separation of the Light from the Darkness en el Museo Nacional de Arte de Chisináu. En 2001 y 2002, también organizó exposiciones personales en Chisináu, y en 2004 regresó con otra exposición, The Universe of Light, inaugurada en el Centro de Exposiciones «Constantin Brâncuși» de la Unión de Artistas de la República de Moldavia. 
A partir de entonces, volvió cada cinco años con exposiciones personales en las que presentaba exclusivamente obras y ciclos nuevos. Así, en 2009, presentó su exposición personal Moments of Light en el Centro de Exposiciones «Constantin Brâncuși» de la Unión de Artistas de la República de Moldavia. En 2011 inauguró la exposición personal Enigme en la galería Artium el centro comercial Shopping MallDova, en Chisináu, y en 2014 presentó Metamorphoses of Light, también en el Centro de Exposiciones «Constantin Brâncuși» de la Unión de Artistas de la República de Moldavia. En 2018, presentó nuevamente su obra Metamorphoses of Light en el edificio "Ágora" del Consejo de Europa en Estrasburgo, (Francia), y en 2019 regresó con la exposición Rays of Light en el Centro de Exposiciones «Constantin Brâncuși» de la Unión de Artistas de la República de Moldavia.

### Exposiciones grupales representativas
Desde 1978 hasta su muerte, Andrei Mudrea participó en todas las exposiciones organizadas por la Unión de Artistas de la República de Moldavia. Así, sus obras fueron exhibidas en las exposiciones juveniles (1986), así como en exposiciones de gráfica (1979), pintura (1978-2015) y artes decorativas (2009-2015).  En 1992, organizó el grupo creativo «Ten» e inauguró la exposición The Group of Ten junto a sus colegas Andrei Sârbu, Anatol Rurac, Dumitru Bolboceanu, Vasile Moșanu, Ilie Cojocaru, Tudor Zbârnea, Dumitru Peicev, Victor Hristov e Iurie Platon. Junto a ellos, participó en varias exposiciones promocionando el grupo tanto en su país como en el extranjero.
Una década después, en 2002, inauguró la exposición del décimo aniversario del grupo «Ten». Simultáneamente, participó con sus obras en los Salones de Otoño (1978), en posteriores ediciones de estos (1980-2015), Salones de Primavera (1980-2015) y en los Salones Moldavos Chisináu - Bacău (1991-2015, República de Moldavia - Rumanía). Participó también en todos los concursos de bellas artes organizados por la Unión de Artistas de la República de Moldavia, así como en exposiciones temáticas como «Homenaje a Mihai Eminescu» (1989-2014) y «Homenaje a Grigore Vieru» (2010).

### Exposiciones internacionales representativas
Participó por primera vez en una exposición colectiva internacional en 1985, celebrada en Moscú, Rusia. En 1987 viajó a Varsovia, Polonia y en 1988 participó en la exposición internacional «Days of Soviet Culture» celebrada en París, Francia. Entre 1988 y 2012, participó en varias exposiciones internacionales más en Portugal, Ucrania, Rusia, Italia, Francia, Alemania y Rumanía. En 2009 expuso por primera vez en la Bienal Internacional de Pintura de Chisináu, Moldavia y, ha participado en todas las ediciones que se celebraron. En 2011 participó en la tercera edición de la Bienal Internacional de pintura, gráfica y escultura «Punto de encuentro 2011», celebrada en Arad, Rumanía. En 2012 y 2014 participó en la Bienal Internacional de Arte Decorativo en Chisináu, y en 2016 participó en la exposición colectiva «Eternal Colors» organizada por la Galería «Europe's Art» en Chisináu. En 2018 participó por primera vez en las exposiciones de diseño de interiores: «Moldavian Design Week 2018» y «Das Design Day 2018» presentando objetos artísticos creados en los últimos cinco años.

## Premios
Andrei Mudrea fue ganador de diversos premios, distinciones, medallas y trofeos en diferentes concursos y salones de arte, tanto nacionales como internacionales, entre los que se encuentran:
| Año  | Premio / Reconocimiento | Obra / Evento                      | Lugar                  |
| ---- | --- | ---------------------------------- | ---------------------- |
| 1988 | Medalla de plata | Pintura Silence                    | Moscú (Rusia)          |
| 1989 | Premio Boris Glavan otorgado por el Comité Central del Komsomol Leninista de la RSS de Moldavia                                                                             | —                                  | —                      |
| 1990 | Premio del Soviet Supremo por el desarrollo del Escudo de Armas del Estado                                                                                                  | —                                  | República de Moldavia  |
| 1991 | Premio especial | Pintura Barbed Wire                | Bacău (Rumanía)        |
| 1994 | Premio del periódico Literatura y Arte por el ciclo de obras Historia de Moldavia                                                                                           | —                                  | Chișinău (R. Moldavia) |
| 1994 | Diploma de Honor | —                                  | Sant’Elpidio (Italia)  |
| 1995 | Ganador en la Exposición Nacional de Bellas Artes | —                                  | Veigné (Francia)       |
| 1995 | Premio de las Naciones Unidas (ONU) | Pintura Dialog                     | —                      |
| 1996 | Premio especial de pintura | —                                  | Chișinău (R. Moldavia) |
| 1996 | Premio de la Sociedad Metropolitana Varlaam | Pintura Biblical stories           | Chișinău (R. Moldavia) |
| 1998 | Premio especial de pintura | —                                  | Chișinău (R. Moldavia) |
| 2001 | Título honorífico Maestro Emérito de las Artes | —                                  | Chișinău (R. Moldavia) |
| 2002 | Premio de la Unión de Artistas de la República de Moldavia en Pintura | —                                  | Chișinău (R. Moldavia) |
| 2004 | Premio del Ministerio de Cultura de la República de Moldavia | Pintura Stephen the Great and Holy | Chișinău (R. Moldavia) |
| 2004 | Premio «Exposición del Año» otorgado por la Unión de Artistas de la República de Moldavia por The Universe of Light                                                         | —                                  | Chișinău (R. Moldavia) |
| 2006 | Premio de la Unión de Artistas de la República de Moldavia | Escultura La Última Cena           | Chișinău (R. Moldavia) |
| 2014 | Primer premio en la décima edición de la exposición Eminesciana | Pintura Time passes, time comes... | Chișinău (R. Moldavia) |
| 2015 | Trofeo «Hombre del Año» de la revista VIP Magazine y mención «Pintor del Año 2014»                                                                                          | —                                  | Chișinău (R. Moldavia) |
| 2015 | Diploma de Mérito del Ministerio de Cultura y la Unión de Artistas de la República de Moldavia por participación en la exposición-concurso de arte contemporáneo Otoño-2015 | —                                  | Chișinău (R. Moldavia) |
| 2015 | Diploma y placa conmemorativa «Salones de Moldavia – 25 años de existencia» otorgados por el Consejo del Condado de Bacău y el Complejo Museístico «Iulian Antonescu»       | —                                  | Bacău (Rumanía)        |
| 2016 | Primer premio de la Unión de Artistas de la República de Moldavia en la exposición-concurso de Bellas Artes Contemporáneas Réquiem-2016                                     | Pintura White Church               | —                      |
| 2018 | Primer premio en la exposición-concurso de Bellas Artes Contemporáneas Réquiem-2018                                                                                         | Pintura Silence                    | Chișinău (R. Moldavia) |
| 2020 | Premio Nacional de Moldavia |                                    | Moldavia               |

## Colecciones
Las pinturas y objetos de arte del artista se encuentran en varias colecciones públicas, entre ellas: el Ministerio de Cultura, Chisináu (República de Moldavia); Ministerio de Cultura, Moscú (Rusia); el Fondo de la Unión de Artistas, Chisináu (República de Moldavia); el Fondo de los Artistas, Moscú (Rusia); el Museo Nacional de Arte, Chisináu (República de Moldavia); el Museo de Literatura Rumana «Mihail Cogălniceanu», Chisináu (República de Moldavia); y el Museo Alexei Mateevici, Chisináu (República de Moldavia). Sus artes también se encuentran en colecciones privadas de África, Austria, Canadá, Francia, Alemania, Italia, Gran Bretaña, Países Bajos, Polonia, Portugal,República de Moldavia, Rumania, Rusia, Estados Unidos y Ucrania.

## Documentales y reportajes
Se filmaron varios documentales sobre la creación y la vida del artista:
- 1985: El homenaje al Viejo Orhei, dirigido por L. Stankevici, Televisión de la República de Moldavia.
- 1989: Andrei Mudrea. El ganador del Premio de la Juventud de Moldavia, dirigido por Nelly Canțer, Televisión de la República de Moldavia.
- 1994: In the world of the Arts. El pintor Andrei Mudrea, dirigido por Nelly Canțer, Estudio de Arte «Olimp», República de Moldavia.
- 1999: And God created the Woman ..., dirigido por L. Stankevici, Televisión de la República de Moldavia.
- 2000: Breaking the Light of Darkness, dirigido por Nelly Canțer, Televisión de la República de Moldavia.
- 2009: Moments of Light con Andrei Mudrea, por Irina Nechit, Jurnal TV, República de Moldavia.[35]

- Entrevistas para las noches de domingo. Protagonista: Andrei Mudrea, por Maria Bulat-Saharneanu, Radio La Voz de Besarabia, República de Moldavia.
- 2013: For a Coffee: invitado Andrei Mudrea, por Doina Popa, Prime TV, República de Moldavia.

- 2014: It's like an exam for me, Acasă TV, República de Moldavia.
- Andrei Mudrea: Metamorphoses of Light, exposición en la Sala Brâncuși, por Vasile Botnaru, Radio Europa Libre, República de Moldavia.
- Cultural Dialogues, por Veaceslav Gheorghishenco, Teleradio-Moldova, República de Moldavia.
- 2017: Andrei Mudrea. Fresh look at routine, programa Mañana en STS, República de Moldavia.
- Andrei Mudrea transformó su patio en un verdadero museo de arte. Un lugar de cuento que debe ser visto incluso por usted, programa La velada perfecta, República de Moldavia.[36]
- Andrei Mudrea: necesito ver que el mundo pueda disfrutar el trabajo de mi vida. Historia contada por el artista sobre su nueva obra, programa The perfect evening, República de Moldavia.[37]
- Crea verdaderas obras maestras a partir de objetos viejos. Andrei Mudrea, un artista moderno que quiere enseñar a descubrir el arte incluso en las cosas aparentemente inútiles, Canal 2, programa Buenas charlas con Lilu, República de Moldavia.
- 2018: Las obras de Andrei Mudrea parecen desafiar las concepciones del arte moderno, TVR Moldova, República de Moldavia.[38]
- 2019: Visitando al maestro Andrei Mudrea. ¡Exposición de arte moderno!, por Amira Apian, República de Moldavia.[39]
- Andrei Mudrea: siempre soñé con ser parte del hermoso mundo del arte moderno, Positive News, República de Moldavia.[40]

- Exposición única de pintura y arte-objetual, firmada por Andrei Mudrea, Sputnik Moldova, República de Moldavia.[41]

## Filmografía
Durante su carrera artística, Andrei Mudrea también participó como actor en algunos largometraje:
- 1988: Iona, dirigido por Valeriu Jereghi, producción Moldova-Film.[42]
- 1989: Dissident, dirigido por Valeriu Jereghi, producción Moldova-Film.[43]
- 2008: Arrivederci, dirigido por Valeriu Jereghi, producción Prim-Plan Studio.[44]

## Campamentos y simposios de creación
| Año  | Evento / Campamento                                          | Lugar                       |
| ---- | ------------------------------------------------------------ | --------------------------- |
| 1988 | Campamento de creación                                       | Senej (Rusia)               |
| 1991 | Campamento artístico                                         | Câmpina (Rumanía)           |
| 1994 | Campamento artístico                                         | Tescani (Rumanía)           |
| 2003 | I edición del campamento de pintura Viejo Orhei              | Orheiul Vechi (R. Moldavia) |
| 2004 | Campamento de pintura Viejo Orhei                            | Orheiul Vechi (R. Moldavia) |
| 2005 | Campamento de pintura Viejo Orhei                            | Orheiul Vechi (R. Moldavia) |
| 2006 | Campamento de creación Integración europea a través del arte | Orheiul Vechi (R. Moldavia) |
| 2006 | Campamento de Arte Moderno                                   | Chișinău (R. Moldavia)      |

## Libros, catálogos y folletos
- 1993: Catálogo Andrei Mudrea. Pintura, Editorial «Universitas», Chișinău, Moldavia.
- 1998: Catálogo Andrei Mudrea. Pintura, Editorial «PRAG-3», Chișinău, Moldavia.
- 1998: Enciclopedia de los artistas modernos, Editorial «Arc-2000», Chișinău, Moldavia.
- 2002: Folleto El Grupo de Diez, Editorial «Atelier», Chișinău, Moldavia.
- 2004: Catálogo Andrei Mudrea. Pinturas, Editorial «Atelier», Chișinău, Moldavia.
- 2009: Folleto Andrei Mudrea. Pinturas. Art object. Moments of Light, Chișinău, Moldavia.[45]
- 2012: Poemario Dream, Editorial «Prut Internațional», Chișinău, Moldavia.
- 2014: Folleto Andrei Mudrea. The metamorphoses of Light. Paintings and art object, Chișinău, Moldavia.
- 2019: Álbum de pintura y objeto artístico Andrei Mudrea, Editorial «Arc», Chișinău, Moldavia.
- 2019: Folleto Andrei Mudrea Rays of Lights. Picture and art object, Chișinău, Moldavia.

## Críticos
Cuando la sed nos acerca a un pozo, bebemos el agua refrescante y agradecemos en silencio a quienes descendieron a las profundidades de la tierra para hacerla brotar bajo el sol para todos. Ese mismo impulso de gratitud, pero esta vez por calmar la sed de luz, lo sentí al admirar las pinturas de Andrei Mudrea. En las obras, todo —personas, objetos y atmósfera— está envuelto, exaltado y penetrado por la luz. Incluso las piedras... Si tratara de encontrar en mi memoria un reflejo de esta originalidad y de este talento lleno de dignidad, lo imaginaría como un río solar, que fluye con ímpetu entre muros antiguos y nuevos, a través de la luminiscencia pétrea del relieve, cruzando con premura el verde de las colinas y acercándose cada vez más suavemente a nuestras almas, iluminándolas, ennobleciéndolas y llamándolas con dulzura al Universo de la Luz.

— Leonida Lari, poeta, periodista y escritora, 2004.

Manteniendo su lírica y poética inicial en los inicios de su creación, Andrei Mudrea evoluciona dotando a sus cuadros de un profundo dramatismo, propio de su época, y, al mismo tiempo, manteniéndose como autor de mensajes espirituales, encriptados en el contexto de imágenes plasmadas en los ornamentos de la parábola y la metáfora. Las obras de Andrei Mudrea, sin duda, representan una verdadera página del arte moderno, vigente tanto en el país como en el extranjero.

— Tudor Stăvilă, doctor en estudios artísticos, 2013.[cita requerida]